# (74305) 1998 TD13
(74305) 1998 TD13 – planetoida z pasa głównego asteroid okrążająca Słońce w ciągu 4,34 lat w średniej odległości 2,66 j.a. Odkryta 13 października 1998 roku.